# Ariel Hernández
Ariel Hernández Azcuy (Guane, 3 maggio 1970) è un ex pugile cubano.

## Carriera
Ha vinto due medaglie olimpiche nel pugilato, entrambe d'oro. In particolare ha ottenuto la vittoria alle Olimpiadi 1992 svoltesi a Barcellona nella categoria pesi medi e alle Olimpiadi 1996 di Atlanta, anche in quest'occasione nella categoria pesi medi.
Inoltre ha conquistato due medaglie d'oro (1993 e 1995) e una medaglia d'argento (1997) ai campionati mondiali di pugilato dilettanti, una medaglia d'oro (1995) ai giochi panamericani e due medaglie d'oro (1993 e 1998) ai giochi centramericani e caraibici, in tutti i casi nella categoria pesi medi.